# Siegfried Mühle
Siegfried Mühle (* 23. April 1937 in Freital) ist ein deutscher Militärwissenschaftler, ehemaliger Mitarbeiter der Militärischen Aufklärung der Nationalen Volksarmee der Deutschen Demokratischen Republik.

## Leben
Siegfried Mühle wurde als Sohn einer Arbeiterfamilie in Freital geboren. Dort besuchte er die Grund- und Zehnklassenschule. Der gelernte Funkmechaniker studierte Elektrotechnik (1953 bis 1955 Ingenieurschule in Mittweida). Nach seinem Eintritt in die Nationale Volksarmee der Deutschen Demokratischen Republik 1957 begann er ein Studium der Radartechnik (1958 Funkmeßschule der Luftstreitkräfte/Luftverteidigung in Oranienburg, 1959 bis 1960 Technische Schule der Luftstreitkräfte/Luftverteidigung in Kamenz) mit Abschluss als Ingenieur für Elektronik und Ernennung zum Unterleutnant. Danach folgte die Arbeit als Techniker auf einer Radarstation für Jägerleitung und Luftraumbeobachtung in Zschillichau (bei Bautzen). Ein Jahr später absolvierte er einen Speziallehrgangs für den Fla-Raketenkomplex S 75 und wurde danach als Raketenleitoffizier und als Chef der Funktechnischen Kompanie (FuTK) in einer Fla-Raketenabteilung der Luftverteidigung eingesetzt.
1965 begann er ein Studium an der Militärakademie Friedrich Engels in Dresden (Fachrichtung Fla-Raketentruppen der Luftverteidigung) dass 1968 als Diplom-Militärwissenschaftler (Dipl. rer. mil.) abgeschlossen wurde. Danach wurde er in die Verwaltung Aufklärung des Ministeriums für Nationale Verteidigung der Deutschen Demokratischen Republik versetzt.
1971 schloss er an der NVA-Lehranstalt in Naumburg ein Englischstudium (Militärwissenschaft) ab.
Am 30. September 1990 wurde er als Oberst aus der Nationalen Volksarmee als Folge deren Auflösung entlassen.

## Schaffen
In der Verwaltung Aufklärung (1984 umbenannt in Bereich Aufklärung) des Ministeriums für Nationale Verteidigung war er mehr als 20 Jahre verantwortlich für Informationen über die Wehrtechnik und Rüstungswirtschaft der NATO-Mitgliedstaaten sowie den operativen Ausbau der Kriegsschauplätze Zentraleuropa und Ostseeausgänge.
Gegenstand dieser Arbeit waren:
- Grundlagenforschung, angewandte Forschung, Entwicklung und Erprobung von Militärtechnik,
- Rüstungsbetriebe und ihre Produktion sowie Importe und Exporte militärischer Güter,
- Analysen der Militärhaushalte der NATO-Mitgliedstaaten, insbesondere der USA, BRD, Großbritanniens und Frankreichs,
- Ausbaustand ortsfester militärischer Objekte in Zentraleuropa.

Ab Mitte der 1970er Jahre wurde das Tätigkeitsfeld erweitert und die Bearbeitung der Mittel und Methoden des funkelektronischen Kampfes (Elektronische Kampfführung) in Zentraleuropa sowie der Möglichkeiten und technischen Mittel zur Führung eines kosmischen Krieges durch die USA kamen hinzu. Wenige Jahre später folgten weitere Arbeitsgebiete, so die Entwicklung neuartiger Waffen (Strahlenwaffen, Annihilationswaffen, geophysikalische Waffen, ethnische Waffen, biologische Kampfmittel u. a.).
1979 wurde für die prognostische Arbeit über die „Entwicklungstendenzen der Bewaffnung und Ausrüstung der NATO-Streitkräfte in den 1980er und 1990er Jahren“ der Friedrich-Engels-Preis für hervorragende wissenschaftliche Leistungen verliehen.

## Auszeichnungen in der DDR
- Friedrich-Engels-Preis für hervorragende wissenschaftliche Leistungen
- Kampforden „Für Verdienste um Volk und Vaterland“
- Verdienstmedaille der Nationalen Volksarmee
- Ehrennadel des Deutschen Turn- und Sportbundes
- Ehrennadel der Armeesportvereinigung „Vorwärts“

## Schriften
Entsprechend den Festlegungen der Dienstvorschrift DV 010/0/009 „Schutz der Staatsgeheimnisse in der Nationalen Volksarmee“ wurden alle Arbeiten, die „Angaben über den Gegner“ enthielten, als Verschlusssache eingestuft und waren nur einem eng begrenzten Kreis von Chefs und Leitern im Ministerium für Nationale Verteidigung zugänglich. Einige der Arbeiten wurden für Lehre und Forschung der Militärakademie „Friedrich Engels“, dem Militärtechnischen Institut der NVA und dem Militärwissenschaftlichen Institut der NVA zur Verfügung gestellt. Alle Materialien wurden in der Druckerei der Verwaltung Aufklärung in Berlin gedruckt und gebunden.
1989 bis 1990 wurde etwa ein Drittel der Aktenbestände der Militäraufklärung der Nationalen Volksarmee auf Befehle des damaligen Verteidigungsministers der DDR, Admiral Theodor Hoffmann und weitere auf Anweisung des Ministers für Abrüstung und Verteidigung, Rainer Eppelmann, vernichtet.
Erhalten blieben lediglich solche Arbeiten, die im Rahmen des Informationsaustausches ins Ministerium für Staatssicherheit der DDR gelangt waren. Eppelmann erklärte später, sein Vernichtungsbefehl wäre nicht auf alle Akten bezogen gewesen, sondern von den Untergebenen falsch ausgeführt worden. Der Bestand „Verwaltung Aufklärung“ der Abteilung Militärarchiv des Bundesarchivs in Freiburg (Breisgau) umfasst dadurch rund 2800 Bände, die mit einem Findbuch erschlossen sind. Von Siegfried Mühle sind noch mehr als 100 Ausarbeitungen vorhanden, die Sperrfristen von 30 Jahren erhielten. Einige davon sind in der „Liste der Ausarbeitungen von Siegfried Mühle“ aufgeführt.